# リチャード・バトラー (第7代マウントガーレット子爵)
第7代マウントガーレット子爵リチャード・バトラー（英語: Richard Butler, 7th Viscount Mountgarret、1685年 - 1736年5月14日）は、アイルランド貴族。

## 生涯
第6代マウントガーレット子爵エドマンド・バトラーとメアリー・ブキャナン（Mary Buchanan）の息子として生まれた。
1711年10月19日、キャサリン・オニール（Catherine O'Neill、1739年4月15日没、ジョン・オニールの娘）と結婚した。
1735年7月25日に父が死去すると、マウントガーレット子爵の爵位を継承した。
1736年5月14日にダブリンで死去、同地の聖ジョージ教会に埋葬された。弟ジェームズが爵位を継承した。